# Chemiker Zeitung
Chemiker Zeitung – niemieckie czasopismo naukowe drukujące publikacje na temat chemii ogólnej oraz przemysłowej. Ukazywało się w latach 1878-1958, wydawane w Cöthen (Holandia).  W latach 1932 nosiło nazwę Forschrittsbericht der Chemiker-Zeitung über der wichtigsten Gebiete der Chemie und chemischen Industrie, a w 1950 Deutsche Chemiker-Zeitschrift. Wydawanie zawieszono na lata 1945-1949. Czasopismo kontynuowane było od 1959 do 1968 przez Chemiker-Zeitung, chemische Apparatur. W roku 1992 połączyło się z Journal für praktische Chemie tworząc Journal für praktische Chemie/Chemiker-Zeitung (obecnie Advanced Synthesis & Catalysis wydawane przez John Wiley & Sons).